# 中西ふみ子の今日も元気に
中西ふみ子の今日も元気に!（なかにしふみこのきょうもげんきに!）は、2000年4月から2021年9月30日までラジオ大阪（OBC）で平日の早朝に放送されていた生ワイド番組。かつて同局のアナウンサーだった中西ふみ子の冠番組で、編成上の事情から、放送形態や放送時間を数回変更している（後述）。
2021年1月4日以降の放送時間は、毎週月曜日 - 木曜日の7:00 - 7:30（JST）。番組開始から同年1月1日までは、金曜日にも放送されていた。

## パーソナリティ
- 中西ふみ子（元・ラジオ大阪アナウンサー）

## 放送時間
- 毎週月 - 木曜日 7:00 - 7:30（2021年1月4日 - 2021年9月30日）
  - 2021年9月30日で放送を終了。翌週（10月4日）からは、当番組の放送枠を『ハッピー・プラス』（後枠番組）月 - 木曜分の放送枠へ組み込んでいる。

### 放送時間の変遷
いずれも毎週月 - 金曜日で、判明している期間のみ記載。
- 2000年4月 - 2001年9月　5:00 - 6:36
  - 『秀華です けさのお目覚めは?』（パーソナリティ：蕭秀華）の後継番組として開始。
- 2001年10月 - 2003年3月　6:05 - 6:36
  - 5:00 - 6:00にTBSラジオ制作の『あなたへモーニングコール』を時差ネットで編成するため、放送時間を短縮。
- 2003年4月 - 2005年3月　6:15 - 6:54
  - 6:05 - 6:15で『ラジオライブラリー「新・人間革命」』（文化放送制作）を開始、さらに長年6:36 - 6:54に編成されていた、文化放送制作のネットワークニュースを打ち切った事により、時間移動。
- 2005年4月 - 2008年6月28日  6:15 - 6:50
  - 同月に開始したワイド番組『むさし・ふみ子の朝はミラクル!』の内包コーナーとして放送。
- 2008年7月1日 - 2009年3月27日  6:15 - 7:00
  - 『朝はミラクル!』の終了を機に、3年振りに単独番組としての放送を再開。
- 2008年3月30日 - 2013年3月29日  6:00 - 7:00
  - 直前の時間帯に編成されていたニュース・天気予報の放送枠を廃止したうえで、『ラジオライブラリー「新・人間革命」』を6:05頃 - 6:15頃に内包。
- 2013年4月1日 - 2014年9月26日  5:15 - 7:00
  - TBSラジオからの時差ネットで5:00 - 6:00に放送していた『あなたへモーニングコール』への終了を機に、放送時間を拡大。5:00 - 5:15には、『逸見太郎のいつも買うたろう』（ラジオショッピング番組）を内包していた。
- 2014年9月29日 - 2019年3月29日  5:15 - 6:55
  - 以下の番組を内包していたため、OBCからの生放送パートは5:15 - 5:30と6:40 - 6:55（合計30分間）に限られていた。
    - 5:30 - 6:30 『生島ヒロシのおはよう一直線』（TBSラジオ制作、2014年9月29日 - 、2019年4月1日以降は単独番組として同時ネットを継続）
      - ラジオ大阪がJRN非加盟局であるにもかかわらず、2001年3月までJRN加盟局のMBSラジオで全編を放送していた全国ネットパートを内包。大阪地区での放送が13年半振りに復活したため、内包開始初日には、関東ローカルパートを含めた全編をOBCのスタジオから放送した。
      - 放送直前（5:26頃）には、「（同番組への）バトンタッチの曲」として歌謡曲の一節を流す。また、5:55 - 5:59には、OBCの独自編成でラジオショッピングコーナーを放送している。
      - 2014年7月から全曜日の6:20頃 - 6:25に放送中の内包コーナー「いすゞ自動車プレゼンツ 檀れい 今日の1ページ」のみ、コーナー開始から2014年9月26日まで、単独コーナー扱いで6:23頃 - 6:27頃に内包。「ファミリーマート グッドモーニングソングス」（水曜日の6:10 - 6:15頃に放送中の事前収録コーナー）については、当番組で全国ネットパートの全編放送を開始するまで、『慶元まさ美のおはようパートナー』（放送時間が当番組の大半と重なっていたABCラジオの生ワイド番組。2016年秋改編で終了）の5時台後半に先行ネット方式で放送していた。

    - 6:30 - 6:40 
      - 『ラジオライブラリー「新・人間革命」』（2014年9月29日 - 2015年3月27日）
        - 2008年3月30日から2014年9月26日までは、6:05頃 - 6:15頃に内包していた。

      - 『朝の保健室』（2015年3月30日 - 2019年3月29日）
        - OBC制作の事前収録番組で、四元江里香（ライフコンシェルジュ社長）がパーソナリティを務めた。
- 2019年4月1日 - 9月27日 6:40 - 7:55
  - OBC制作の5局ネット番組『心のいこい』（月 - 土曜日に放送）から、平日版を6:55 - 7:00に内包。同番組については、放送時間を変更しないまま、2019年9月30日から土曜版と同じく単独番組として当番組の前枠で編成する。
- 2019年9月30日 - 2021年1月1日 毎週月 - 金曜日 7:00 - 7:50
  - 2019年4月から放送中（同年9月30日以降は後枠番組）の『ハッピー・プラス』の放送枠拡大（放送開始時間の繰り上げ）と、関連番組『若宮テイ子のちょこっとプラス』の編成（毎週金曜日の7:00 - 7:30）に伴って、2021年の1月第2週から当番組の放送時間を短縮・金曜分を廃枠。

## 主なコーナー・企画

### 2014年10月改編以降
月替わりのテーマでリスナーからメッセージを募集するとともに、OBCからの生放送パートで中西が一部を紹介。5時台のオープニング直後で放送する楽曲については、「リスナー向けの脳トレ」を名目に、楽曲が発表された年だけを先に紹介してからワンコーラスを流す。通常は流した後にタイトル・歌手名を紹介するが、「OBCハッピーウィーク」期間中の放送では、リスナー向けの「脳トレ曲クイズ」を実施する関係でタイトル・歌手名を伏せている。
- 今朝の暦
  - 5:23頃に放送。放送日に該当する主な記念日を、中西が手短に紹介する。放送日によっては、ラジオショッピングやイベント・新作映画の告知に差し替えたり、直近の新聞記事から中西が気になった話題を取り上げたりすることがある。

### 過去
- 朝のミュージックスケッチ（2006年4月 - 2011年9月）
- 懐かしのテーマミュージック（2013年4月 - 2014年9月26日）
  - テレビ番組や映画のテーマミュージック（主題歌）に特化した楽曲リクエストコーナーで、放送日ごとに1曲を放送。当番組の放送終了後も、リクエストを受け付けていた。2015年4月4日から、『ふみ子・恵のうふふのふ』（中西とOBCアナウンサーの玉川恵がパーソナリティを務める番組）内の企画として復活。